# 納基拉
61°21′55″N 22°00′15″E / 61.36528°N 22.00417°E

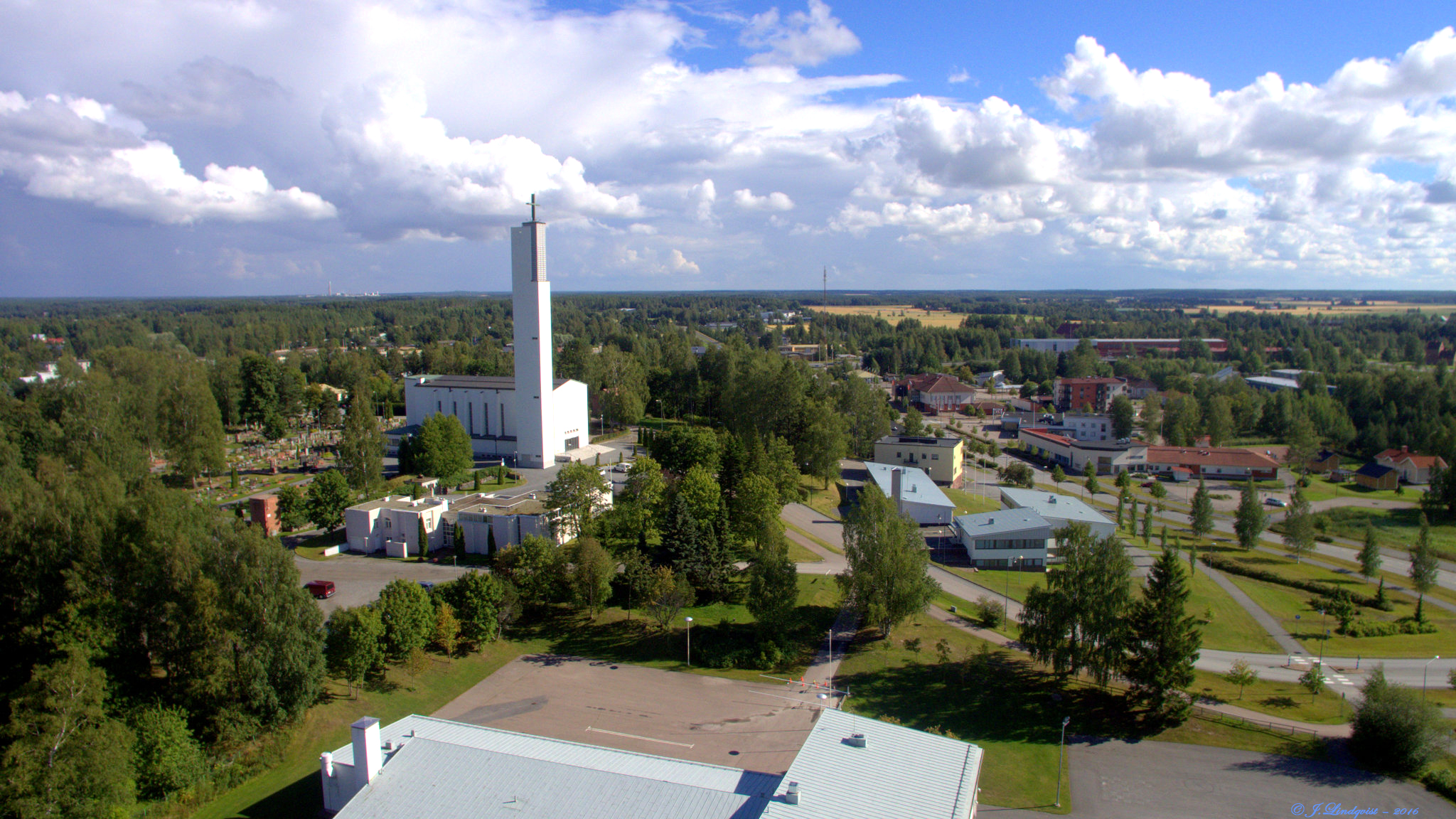
纳基拉教堂及周边环境

納基拉（芬蘭語：Nakkila）是芬蘭的市鎮，位於該國西南部科凱邁基河畔，在薩塔昆塔區内，距離波里20公里，始建於1861年，面積185平方公里，2013年人口5,780，人口密度為每平方公里31.6人。

## 外部連結
- 納基拉市镇官方网站 （页面存档备份，存于） （文） （瑞典文） （英文）